# Back in Your Head
"Back in Your Head" är en låt av den kanadensiska popduon Tegan and Sara, skriven av Sara Quin och producerad av Chris Walla. Låten gavs ut som den första singeln från duons femte album The Con den 8 februari 2008. Singeln innehåller en remix av DJ Tiësto. Musikvideon regisserades av Jamie Travis.
"Back in Your Head" var Tegan and Sara första listnoterade singel, med topplaceringen 32 på den belgiska singellistan. Låten tolkades 2017 av City and Colour (Dallas Greens soloprojekt) på coveralbumet The Con X: Covers.

## Bakgrund
I dokumentären The Con: The Movie kommenterade Sara:
Vad jag försöker säga med den här låten är att jag är inte otrogen, jag kommer inte att vänsterprassla eller ha en affär eller något sådant men jag kommer ändra riktning, du vet. Jag blir något annat.

## Musikvideo
Musikvideon regisserades av Jamie Travis. Den inleds med att Tegan och Sara uppträder på en scen, Tegan på trummor och Sara på piano. Sara ställer sig sedan upp och börjar sjunga medan Tegan växlar mellan trummorna och pianot. Den sittande publiken är identiskt klädda med balaklava, likt rånare. Från början är alla vitklädda utom en som är svartklädd. Den svartklädda går sedan iväg till en slags källare där han snurrar på ett hjul som får ballonger att falla ner över Tegan och Sara när de uppträder. Under tiden börjar den resterande publiken att skifta klädfärg till rött i vågor längs olika sittrader. När den svartklädda är tillbaka i publiken har fler svartklädda personer dykt upp på scenen bakom Tegan och Sara, som märker detta och flyr ner till källaren. De går sedan tillbaka upp scenen och när draperierna stängs har hela publiken bytt klädfärg bytt till svart, utom en vitklädd som sitter där den svartklädda från början satt.

## Mottagande
I en recension av The Con skrev Gemma Padley på BBC Music att "singeln, 'Back in Your Head', med dess barnasinnade keyboardrefräng är lika bekymmerslös och kul som vanligt". Jessica Suarez på Pitchfork Media menade att låten "ståtar albumets bästa keyboardslingor". När Stereogum i april 2013 rankade Tegan and Saras 10 bästa låtar kom "Back in Your Head" på andra plats, med motiveringen "'Back in Your Head' innehåller inte bara en av de största melodislingorna i hela bandets diskografi, den kanske också är en av de bästa låtarna någonsin om att göra slut, en låt full av spänning med en återkommande klatschig refräng [...]".

## Låtlista
CD / Digital nedladdning
1. "Back in Your Head" (Sara Quin) – 3:00
2. "Back in Your Head" (Tiësto Remix) – 8:09
3. "Back in Your Head" (Rac Mix) – 3:24
4. "Back in Your Head" (Pretty Violent - Michael Skype Remix) – 3:39

Back in Your Head (The Complete Collection)
1. "Back in Your Head" – 3:00
2. "Back in Your Head" (Tiesto Remix) – 8:09
3. "Back in Your Head" (Tiesto Remix Edit) – 4:58
4. "Back in Your Head" (Josh Harris Club Remix) – 7:41
5. "Back in Your Head" (Josh Harris Dub) – 7:41
6. "Back in Your Head" (Bill Hamel & Kevin St. Croix Remix) – 8:21
7. "Back in Your Head" (Bill Hamel & Kevin St. Croix Remix Edit) – 4:51
8. "Back in Your Head" (Morgan Page Remix) – 7:05
9. "Back in Your Head" (Morgan Page Remix Edit) – 3:24
10. "Back in Your Head" (Zoned Out Remix) – 5:39
11. "Back in Your Head" (Dangerous Muse Remix) – 4:12
12. "Back in Your Head" (RAC Mix) – 3:24
13. "Back in Your Head" (Pretty Violent - Michael Skype Remix) – 3:39
14. "Back in Your Head" [musikvideo]

## Listplaceringar
| Lista (2008)       | Högsta position |
| ------------------ | --------------- |
| Belgien (Flandern) | 32              |

### Engelska originalcitat
1. ↑  What I'm trying to say with this song is that I'm not unfaithful, I'm not gonna cheat or have an affair or something like that but I'll stray, you know. I'll be into something else.